# Mateusz Klich
Mateusz Andrzej Klich (Tarnów, 13 giugno 1990) è un calciatore polacco, centrocampista dell'Atlanta United.

## Caratteristiche tecniche
Centrocampista molto duttile dotato di buon dinamismo, si dimostra abile, negli inserimenti offensivi senza palla. Può ricoprire tutti i ruoli del centrocampo, mediano, trequartista e centrocampista centrale ; possiede un buon tiro da fuori. Al DC United ha trovato come collocazione ideale anche quella di esterno offensivo, grazie alla su ottima tecnica individuale e alla capacità di andare sul fondo e crossare pur non essendo irresistibile in velocità.

## Carriera

### Club
Debutta da professionista con i polacchi del Cracovia, con cui ottiene in tre stagioni, 58 presenze e 5 reti.
Il 14 giugno 2011 viene acquistato dal Wolfsburg, per 1.5 milioni dove firma un contratto triennale con la società tedesca, giocando nella seconda squadra.
Nell'estate 2012 passa in prestito al PEC Zwolle, per poi essere acquistato nella stagione successiva, dalla società olandese per circa 200.000 euro. Con lo Zwolle, vince la coppa nazionale olandese il 20 aprile 2014, battendo in finale per 5 a 1 l'Ajax conquistando anche l'accesso in Europa League.
Nell'estate 2014 passa al Wolfsburg, tornando dopo due stagioni, a militare nella società tedesca, dove esercita l'opzione di riacquisto del calciatore polacco. Tuttavia, non trova mai spazio in prima squadra venendo relegato nella seconda squadra. Nel gennaio 2015 si trasferisce al Kaiserslautern, nella seconda serie tedesca, dove gioca in prima squadra, giocando anche qualche partita con la seconda squadra. Il 26 agosto 2016 si trasferisce a titolo definitivo al Twente con cui firma un contratto triennale. Nella stagione 2016-2017 con la maglia del Twente, disputa 29 partite in Eredivisie, segnando 6 reti.
Il 23 giugno 2017 passa al Leeds United, squadra inglese militante in Championship (seconda serie inglese), con cui firma un contratto triennale.
Con gli inglesi, durante la prima parte di stagione, disputa solamente nove partite, tra tutte le competizioni. Tuttavia, il 22 gennaio 2018 viene girato in prestito per sei mesi all'Utrecht, dove conclude la stagione.
Fatto ritorno in estate al Leeds; il 5 agosto 2018 segna la sua prima rete con la maglia dei The Whites alla prima giornata di campionato, nella partita interna vinta per 3-1 contro lo Stoke City.
Il 26 gennaio 2019, realizza anche la sua prima doppietta in carriera, nella partita vinta in rimonta per 2-1 in trasferta contro il Rotherham Utd.
Il 4 gennaio 2023 rescinde il proprio contratto con il Leeds, per poi accasarsi 8 giorni dopo al D.C. United.

### Nazionale
Il 5 giugno 2011 esordisce con la nazionale polacca, entrando al posto di Robert Lewandowski, nei minuti finali di gioco, nell'amichevole vinta per 2-1 in casa contro l'Argentina. Due anni più tardi, il 14 agosto 2013, segna la sua prima rete con la nazionale polacca, nell'amichevole vinta per 3-2 in casa, contro la Danimarca.
Nell'agosto 2018 torna in nazionale dopo esattamente quattro anni dall'ultima gara, venendo convocato dal CT. Jerzy Brzęczek per le due partite di UEFA Nations League contro Italia e Irlanda.

## Statistiche

### Presenze e reti nei club
Statistiche aggiornate al 12 gennaio 2023.
| Stagione                 | Squadra                  | Campionato               | Campionato | Campionato | Coppe nazionali | Coppe nazionali | Coppe nazionali | Coppe continentali | Coppe continentali | Coppe continentali | Altre coppe | Altre coppe | Altre coppe | Totale | Totale |
| Stagione                 | Squadra                  | Comp                     | Pres       | Reti       | Comp            | Pres            | Reti            | Comp               | Pres               | Reti               | Comp        | Pres        | Reti        | Pres   | Reti   |
| ------------------------ | ------------------------ | ------------------------ | ---------- | ---------- | --------------- | --------------- | --------------- | ------------------ | ------------------ | ------------------ | ----------- | ----------- | ----------- | ------ | ------ |
| 2008-2009                | KS Cracovia              | EK                       | 8          | 0          | CP              | 0               | 0               | -                  | -                  | -                  | -           | -           | -           | 8      | 0      |
| 2009-2010                | KS Cracovia              | EK                       | 21         | 1          | CP              | 0               | 0               | -                  | -                  | -                  | -           | -           | -           | 21     | 1      |
| 2010-2011                | KS Cracovia              | EK                       | 27         | 4          | CP              | 2               | 0               | -                  | -                  | -                  | -           | -           | -           | 29     | 4      |
| Totale KS Cracovia       | Totale KS Cracovia       | Totale KS Cracovia       | 56         | 5          |                 | 2               | 0               |                    | -                  | -                  |             | -           | -           | 58     | 5      |
| 2011-2012                | Wolfsburg II             | RLN                      | 9          | 1          | -               | -               | -               | -                  | -                  | -                  | -           | -           | -           | 9      | 1      |
| 2012-gen. 2013           | Wolfsburg II             | RLN                      | 3          | 0          | -               | -               | -               | -                  | -                  | -                  | -           | -           | -           | 3      | 0      |
| feb.-giu. 2013           | PEC Zwolle               | ED                       | 13         | 2          | CO              | 1               | 0               | -                  | -                  | -                  | -           | -           | -           | 14     | 2      |
| 2013-2014                | PEC Zwolle               | ED                       | 30         | 4          | CO              | 4               | 0               | -                  | -                  | -                  | -           | -           | -           | 34     | 4      |
| Totale PEC Zwolle        | Totale PEC Zwolle        | Totale PEC Zwolle        | 43         | 6          |                 | 5               | 0               |                    | -                  | -                  |             | -           | -           | 48     | 6      |
| 2014-gen. 2015           | Wolfsburg II             | RLN                      | 6          | 3          | -               | -               | -               | -                  | -                  | -                  | -           | -           | -           | 6      | 3      |
| Totale Wolfsburg II      | Totale Wolfsburg II      | Totale Wolfsburg II      | 18         | 4          |                 |                 |                 |                    |                    |                    |             |             |             | 18     | 4      |
| gen.-giu. 2015           | Kaiserslautern II        | RLN                      | 2          | 0          | -               | -               | -               | -                  | -                  | -                  | -           | -           | -           | 2      | 0      |
| 2015-2016                | Kaiserslautern II        | RLN                      | 2          | 0          | -               | -               | -               | -                  | -                  | -                  | -           | -           | -           | 2      | 0      |
| Totale Kaiserslautern II | Totale Kaiserslautern II | Totale Kaiserslautern II | 4          | 0          |                 |                 |                 |                    |                    |                    |             |             |             | 4      | 0      |
| feb.-giu. 2015           | Kaiserslautern           | 2L                       | 5          | 1          | CG              | 0               | 0               | -                  | -                  | -                  | -           | -           | -           | 5      | 1      |
| 2015-2016                | Kaiserslautern           | 2L                       | 16         | 3          | CG              | 2               | 0               | -                  | -                  | -                  | -           | -           | -           | 18     | 3      |
| Totale Kaiserslautern    | Totale Kaiserslautern    | Totale Kaiserslautern    | 21         | 4          |                 | 2               | 0               |                    | -                  | -                  |             | -           | -           | 23     | 4      |
| 2016-2017                | Twente                   | ED                       | 29         | 6          | CO              | 1               | 0               | -                  | -                  | -                  | -           | -           | -           | 30     | 6      |
| 2017-gen. 2018           | Leeds Utd                | FLC                      | 5          | 0          | FACup+CdL       | 1+4             | 0               | -                  | -                  | -                  | -           | -           | -           | 10     | 0      |
| gen.-giu. 2018           | Utrecht                  | ED                       | 14+2       | 1          | CO              | 0               | 0               | -                  | -                  | -                  | -           | -           | -           | 16     | 1      |
| 2018-2019                | Leeds Utd                | FLC                      | 46+2       | 10         | FACup+CdL       | 0+2             | 0               | -                  | -                  | -                  | -           | -           | -           | 50     | 10     |
| 2019-2020                | Leeds Utd                | FLC                      | 45         | 6          | FACup+CdL       | 1+1             | 0+1             | -                  | -                  | -                  | -           | -           | -           | 47     | 7      |
| 2020-2021                | Leeds Utd                | PL                       | 35         | 4          | FACup+CdL       | 0+0             | 0               | -                  | -                  | -                  | -           | -           | -           | 35     | 4      |
| 2021-2022                | Leeds Utd                | PL                       | 33         | 1          | FACup+CdL       | 1+3             | 0               | -                  | -                  | -                  | -           | -           | -           | 37     | 1      |
| 2022-gen. 2023           | Leeds Utd                | PL                       | 14         | 0          | FACup+CdL       | 0+2             | 0               |                    |                    |                    |             |             |             | 16     | 0      |
| Totale Leeds Utd         | Totale Leeds Utd         | Totale Leeds Utd         | 178+2      | 21         |                 | 15              | 1               |                    | -                  | -                  |             | -           | -           | 160    | 22     |
| Totale carriera          | Totale carriera          | Totale carriera          | 363+4      | 47         |                 | 25              | 1               |                    | -                  | -                  |             | -           | -           | 392    | 48     |

### Cronologia presenze e reti in nazionale
| Cronologia completa delle presenze e delle reti in nazionale ― Polonia | Cronologia completa delle presenze e delle reti in nazionale ― Polonia | Cronologia completa delle presenze e delle reti in nazionale ― Polonia | Cronologia completa delle presenze e delle reti in nazionale ― Polonia | Cronologia completa delle presenze e delle reti in nazionale ― Polonia | Cronologia completa delle presenze e delle reti in nazionale ― Polonia | Cronologia completa delle presenze e delle reti in nazionale ― Polonia | Cronologia completa delle presenze e delle reti in nazionale ― Polonia |
| Data                                                                   | Città                                                                  | In casa                                                                | Risultato                                                              | Ospiti                                                                 | Competizione                                                           | Reti                                                                   | Note                                                                   |
| ---------------------------------------------------------------------- | ---------------------------------------------------------------------- | ---------------------------------------------------------------------- | ---------------------------------------------------------------------- | ---------------------------------------------------------------------- | ---------------------------------------------------------------------- | ---------------------------------------------------------------------- | ---------------------------------------------------------------------- |
| 5-6-2011                                                               | Varsavia                                                               | Polonia                                                                | 2 – 1                                                                  | Argentina                                                              | Amichevole                                                             | -                                                                      | 90’                                                                    |
| 14-8-2013                                                              | Danzica                                                                | Polonia                                                                | 3 – 2                                                                  | Danimarca                                                              | Amichevole                                                             | 1                                                                      | 86’                                                                    |
| 6-9-2013                                                               | Varsavia                                                               | Polonia                                                                | 1 – 1                                                                  | Montenegro                                                             | Qual. Mondiali 2014                                                    | -                                                                      |                                                                        |
| 10-9-2013                                                              | Serravalle                                                             | San Marino                                                             | 1 – 5                                                                  | Polonia                                                                | Qual. Mondiali 2014                                                    | -                                                                      | 42’                                                                    |
| 11-10-2013                                                             | Charkiv                                                                | Ucraina                                                                | 1 – 0                                                                  | Polonia                                                                | Qual. Mondiali 2014                                                    | -                                                                      | 66’                                                                    |
| 15-10-2013                                                             | Londra                                                                 | Inghilterra                                                            | 2 – 0                                                                  | Polonia                                                                | Qual. Mondiali 2014                                                    | -                                                                      | 46’                                                                    |
| 5-3-2014                                                               | Varsavia                                                               | Polonia                                                                | 0 – 1                                                                  | Scozia                                                                 | Amichevole                                                             | -                                                                      | 82’                                                                    |
| 13-5-2014                                                              | Amburgo                                                                | Germania                                                               | 0 – 0                                                                  | Polonia                                                                | Amichevole                                                             | -                                                                      | 81’                                                                    |
| 6-6-2014                                                               | Danzica                                                                | Polonia                                                                | 2 – 1                                                                  | Lituania                                                               | Amichevole                                                             | -                                                                      | 72’                                                                    |
| 7-9-2014                                                               | Faro                                                                   | Gibilterra                                                             | 0 – 7                                                                  | Polonia                                                                | Qual. Euro 2016                                                        | -                                                                      | 17’ 71’                                                                |
| 7-9-2018                                                               | Bologna                                                                | Italia                                                                 | 1 – 1                                                                  | Polonia                                                                | UEFA Nations League 2018-2019 - 1º turno                               | -                                                                      | 14’ 56’                                                                |
| 11-9-2018                                                              | Breslavia                                                              | Polonia                                                                | 1 – 1                                                                  | Irlanda                                                                | Amichevole                                                             | 1                                                                      | 61’                                                                    |
| 11-10-2018                                                             | Chorzów                                                                | Polonia                                                                | 2 – 3                                                                  | Portogallo                                                             | UEFA Nations League 2018-2019 - 1º turno                               | -                                                                      | 48’ 63’                                                                |
| 15-11-2018                                                             | Danzica                                                                | Polonia                                                                | 0 – 1                                                                  | Rep. Ceca                                                              | Amichevole                                                             | -                                                                      |                                                                        |
| 20-11-2018                                                             | Guimarães                                                              | Portogallo                                                             | 1 – 1                                                                  | Polonia                                                                | UEFA Nations League 2018-2019 - 1º turno                               | -                                                                      | 75’                                                                    |
| 21-3-2019                                                              | Vienna                                                                 | Austria                                                                | 0 – 1                                                                  | Polonia                                                                | Qual. Euro 2020                                                        | -                                                                      |                                                                        |
| 24-3-2019                                                              | Varsavia                                                               | Polonia                                                                | 2 – 0                                                                  | Lettonia                                                               | Qual. Euro 2020                                                        | -                                                                      | 62’                                                                    |
| 7-6-2019                                                               | Skopje                                                                 | Macedonia del Nord                                                     | 0 – 1                                                                  | Polonia                                                                | Qual. Euro 2020                                                        | -                                                                      | 90’                                                                    |
| 10-6-2019                                                              | Varsavia                                                               | Polonia                                                                | 4 – 0                                                                  | Israele                                                                | Qual. Euro 2020                                                        | -                                                                      | 75’                                                                    |
| 6-9-2019                                                               | Lubiana                                                                | Slovenia                                                               | 2 – 0                                                                  | Polonia                                                                | Qual. Euro 2020                                                        | -                                                                      | 37’ 70’                                                                |
| 9-9-2019                                                               | Varsavia                                                               | Polonia                                                                | 0 – 0                                                                  | Austria                                                                | Qual. Euro 2020                                                        | -                                                                      | 77’ 85’                                                                |
| 10-10-2019                                                             | Riga                                                                   | Lettonia                                                               | 0 – 3                                                                  | Polonia                                                                | Qual. Euro 2020                                                        | -                                                                      | 60’                                                                    |
| 16-11-2019                                                             | Gerusalemme                                                            | Israele                                                                | 1 – 2                                                                  | Polonia                                                                | Qual. Euro 2020                                                        | -                                                                      | 70’                                                                    |
| 4-9-2020                                                               | Amsterdam                                                              | Paesi Bassi                                                            | 1 – 0                                                                  | Polonia                                                                | UEFA Nations League 2020-2021 - 1º turno                               | -                                                                      | 32’                                                                    |
| 7-9-2020                                                               | Zenica                                                                 | Bosnia ed Erzegovina                                                   | 1 – 2                                                                  | Polonia                                                                | UEFA Nations League 2020-2021 - 1º turno                               | -                                                                      | 68’                                                                    |
| 7-10-2020                                                              | Danzica                                                                | Polonia                                                                | 5 – 1                                                                  | Finlandia                                                              | Amichevole                                                             | -                                                                      | 71’                                                                    |
| 11-10-2020                                                             | Danzica                                                                | Polonia                                                                | 0 – 0                                                                  | Italia                                                                 | UEFA Nations League 2020-2021 - 1º turno                               | -                                                                      | 70’                                                                    |
| 14-10-2020                                                             | Breslavia                                                              | Polonia                                                                | 3 – 0                                                                  | Bosnia ed Erzegovina                                                   | UEFA Nations League 2020-2021 - 1º turno                               | -                                                                      | 20’ 64’                                                                |
| 11-11-2020                                                             | Chorzów                                                                | Polonia                                                                | 2 – 0                                                                  | Ucraina                                                                | Amichevole                                                             | -                                                                      |                                                                        |
| 18-11-2020                                                             | Chorzów                                                                | Polonia                                                                | 1 – 2                                                                  | Paesi Bassi                                                            | UEFA Nations League 2020-2021 - 1º turno                               | -                                                                      |                                                                        |
| 1-6-2021                                                               | Breslavia                                                              | Polonia                                                                | 1 – 1                                                                  | Russia                                                                 | Amichevole                                                             | -                                                                      | 70’                                                                    |
| 14-6-2021                                                              | San Pietroburgo                                                        | Polonia                                                                | 1 – 2                                                                  | Slovacchia                                                             | Euro 2020 - 1º turno                                                   | -                                                                      | 85’                                                                    |
| 19-6-2021                                                              | Siviglia                                                               | Spagna                                                                 | 1 – 1                                                                  | Polonia                                                                | Euro 2020 - 1º turno                                                   | -                                                                      | 36’ 55’                                                                |
| 23-6-2021                                                              | San Pietroburgo                                                        | Svezia                                                                 | 3 – 2                                                                  | Polonia                                                                | Euro 2020 - 1º turno                                                   | -                                                                      | 73’                                                                    |
| 9-10-2021                                                              | Varsavia                                                               | Polonia                                                                | 5 – 0                                                                  | San Marino                                                             | Qual. Mondiali 2022                                                    | -                                                                      | 46’                                                                    |
| 12-10-2021                                                             | Tirana                                                                 | Albania                                                                | 0 – 1                                                                  | Polonia                                                                | Qual. Mondiali 2022                                                    | -                                                                      | 77’                                                                    |
| 12-11-2021                                                             | Andorra la Vella                                                       | Andorra                                                                | 1 – 4                                                                  | Polonia                                                                | Qual. Mondiali 2022                                                    | -                                                                      | 22’ 64’                                                                |
| 15-11-2021                                                             | Varsavia                                                               | Polonia                                                                | 1 – 2                                                                  | Ungheria                                                               | Qual. Mondiali 2022                                                    | -                                                                      | 41’                                                                    |
| 1-6-2022                                                               | Breslavia                                                              | Polonia                                                                | 2 – 1                                                                  | Galles                                                                 | UEFA Nations League 2022-2023 - 1º turno                               | -                                                                      | 60’                                                                    |
| 14-6-2022                                                              | Varsavia                                                               | Polonia                                                                | 0 – 1                                                                  | Belgio                                                                 | UEFA Nations League 2022-2023 - 1º turno                               | -                                                                      | 70’                                                                    |
| 22-9-2022                                                              | Varsavia                                                               | Polonia                                                                | 0 – 2                                                                  | Paesi Bassi                                                            | UEFA Nations League 2022-2023 - 1º turno                               | -                                                                      | 70’                                                                    |
| Totale                                                                 |                                                                        | Presenze                                                               | 41                                                                     |                                                                        | Reti                                                                   | 2                                                                      |                                                                        |

## Palmarès

### Club

#### Competizioni nazionali
- Coppa dei Paesi Bassi: 1

PEC Zwolle: 2013-2014
- Campionato inglese di seconda divisione: 1

Leeds United: 2019-2020